# José Abade de Oliveira
José Abade de Oliveira, Otum Olu Cotum Jagum, Ogã do Candomblé da Casa Branca do Engenho Velho, é sobrinho de Sinhá Antonia e ogã do Oxaguiã da Tia Massi. 
Fez uma palestra no III Conferência Mundial da Tradição dos Orixá e Cultura, realizado em Nova Iorque, como representante oficial da Casa Branca do Engenho Velho.